# Proganochelys
Proganochelys (gr.: tortuga con escamas hacia delante) es un género de tortugas que vivieron en el Triásico tardío (Keuper-Stubensandstein), hace unos 210 millones de años, y vivieron en las actuales Alemania y Tailandia. Es una de las tortugas más antiguas que se ha descubierto hasta la fecha, aunque algunos científicos sostienen que era muy avanzada y hubo tortugas aún más primitivas. Medía 1 metro de largo. Tenían un estilo de vida terrestre.

## Descripción
Proganochelys tenía varias características que la asocian con las tortugas modernas, y otras que no. Poseía un caparazón que protegía los órganos internos formado por una doble fila de placas. El caparazón de este animal no estaba bien desarrollado, por lo que no podía meter las patas ni el cuello en esta estructura. Su boca tenía un fuerte pico córneo, aunque tenía pequeños dientes. Es posible que el cuello y la cola de este animal estuvieran cubiertos de espinas.

## Enlaces externos

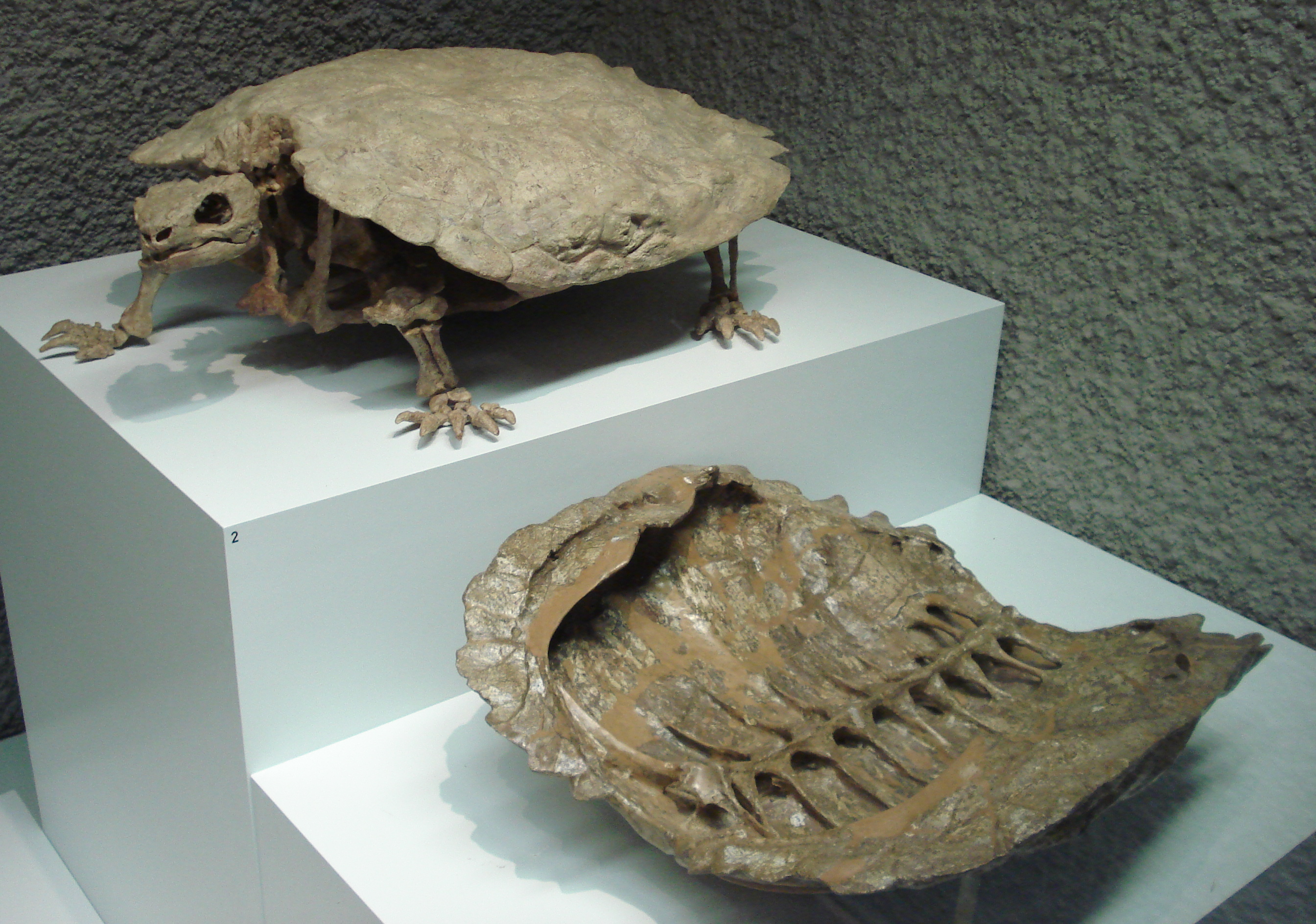
Proganochelys quenstedti en el Staatliches Museum für Naturkunde, Stuttgart